# Шах, Зинаида Савельевна
Зинаида Савельевна Шах (1905,Старая Мощаница — 1978, Мизоч) — советский деятель, новатор сельскохозяйственного производства, звеньевая колхоза имени РККА Мизоцкого района Ровенской области. Герой Социалистического Труда (28.08.1953). Депутат Верховного Совета УССР 4-5-го созывов (с 1955 по 1963 годы).

## Биография
Родилась в семье крестьянина-бедняка Савелия Никитича Клинового. Трудовую деятельность начала в сельском хозяйстве, а с 1919 года работала домработницей сахарного завода городка Мизоч Волынского воеводства. Затем служила батрачкой, домработницей директора сахарного завода.
В 1945 году вступила в колхоз имени Рабоче-Крестьянской Красной Армии (РККА) в поселке Мизоч Мизоцкого района Ровенской области. В 1947 году организовала и возглавила первое в колхозе имени РККА свекловодческое звено. В 1948 году её звено получило по 280—300 центнеров сахарной свеклы с гектара. С каждым годом урожайность в звене росла. В 1952 году было собрано 642 центнеров сахарной свеклы с гектара на площади 5 гектаров.
Указом Президиума Верховного Совета СССР от 28 августа 1953 года удостоена звания Героя Социалистического Труда «за получение высокого урожая сахарной свёклы в 1952 году при выполнении колхозом обязательных поставок и контрактации по всем видам сельскохозяйственной продукции, натуроплаты за работу МТС и обеспеченности семенами всех культур для весеннего сева 1953 года» с вручением ордена Ленина и золотой медали «Серп и Молот».
Член ВКП(б) с 1950 года.
Работала заместителем секретаря партийной организации колхоза имени РККА, членом правления артели. Избиралась в Ровенский областной совет депутатов трудящихся.
Потом — на пенсии в поселке Мизоч Ровенской области.

## Награды
- Герой Социалистического Труда (28.08.1953)
- орден Ленина (28.08.1953)
- орден Трудового Красного Знамени (1950)
- медали
- почетный гражданин поселка Мизоча (1967)